# Кузбасский государственный аграрный университет имени В. Н. Полецкова
Кузбасский государственный аграрный университет имени В.Н. Полецкова (Кузбасский ГАУ) — высшее учебное заведение, которое находится в городе Кемерово. Кузбасский ГАУ - вуз предпринимательского типа. Готовит специалистов в области сельского хозяйства. Подчинен министерству сельского хозяйства Российской Федерации. Ректор — кандидат экономических наук, Ижмулкина Екатерина Александровна.

## История
5 декабря 1976 года в городе Кемерово был создан Кемеровский учебно-научный опорный пункт (КУНОП) Новосибирского сельскохозяйственного института (приказ Новосибирского сельхозинститута № 977-О от 27.12.76 г.).
05 апреля 1982 года КУНОП был реорганизован в Кемеровский филиал Новосибирского сельскохозяйственного института (приказ Министерства сельского хозяйства СССР от 05.04.82 г. № 93).
Новосибирский сельскохозяйственный институт преобразован в Новосибирский государственный аграрный университет приказом Государственной комиссии Совета Министров СССР по продовольствию и закупкам № 5-К от 11.01.91 г., соответственно, Кемеровский филиал Новосибирского сельскохозяйственного института переименован в Кемеровский филиал Новосибирского государственного аграрного университета (приказ Новосибирского госагроуниверситета № 66-О от 18.12.92 г.).
На основании приказа Министерства сельского хозяйства и продовольствия РФ № 22 от 30.01.95 г. Кемеровский филиал Новосибирского государственного аграрного университета преобразован в Кемеровский сельскохозяйственный институт в составе Новосибирского государственного аграрного университета (приказ по институту № 39-О от 09.10.1995 г.).
На основании распоряжения правительства РФ от 20.05.2002 г. № 663-Р и приказа Министерства сельского хозяйства РФ от 29.05.2002 г. № 517 на базе Кемеровского сельскохозяйственного института, выделяемого из состава Новосибирского государственного аграрного университета, создано федеральное государственное образовательное учреждение высшего профессионального образования «Кемеровский государственный сельскохозяйственный институт» (ФГОУ ВПО «Кемеровский ГСХИ») и зарегистрировано в этом качестве Управлением промышленности, потребительского рынка, услуг, лицензирования и государственной регистрации Администрации г. Кемерово 27 июня 2002 г. № 6295.
В соответствии с приказом Министерства сельского хозяйства Российской Федерации от 23.05.2011 г. № 132 «О переименовании ФГОУ ВПО и их филиалов» федеральное государственное образовательное учреждение высшего профессионального образования «Кемеровский государственный сельскохозяйственный институт» (ФГОУ ВПО «Кемеровский ГСХИ») с 01.08.2011 переименован в федеральное государственное бюджетное образовательное учреждение высшего профессионального образования «Кемеровский государственный сельскохозяйственный институт» (ФГБОУ ВПО «Кемеровский ГСХИ») (приказ по институту от 01.08.2011 г. № 145-О).
В соответствии с приказом Минсельхоза России от 15.09.2014 № 357 федеральное государственное бюджетное образовательное учреждение высшего профессионального образования «Кемеровский государственный сельскохозяйственный институт» (ФГБОУ ВПО «Кемеровский ГСХИ») с 13.11.2015 переименовано в федеральное государственное бюджетное образовательное учреждение высшего образования «Кемеровский государственный сельскохозяйственный институт» (ФГБОУ ВО Кемеровский ГСХИ).
С марта 2019 года - Кузбасская государственная сельскохозяйственная академия.
13 ноября 2023 года Кузбасская государственная сельскохозяйственная академия перешла в статус Кузбасского государственного аграрного университета имени Владимира Никитовича Полецкова. Приказ № 852 направлен Министерством сельского хозяйства Российской Федерации.
Кузбасский ГАУ имеет международные связи с разными странами: с Германией, Канадой, Китаем, Монголией, Сербией, Таджикистаном.

## Факультеты

### Агроколледж
Директор - Шайдулина Татьяна Борисовна, кандидат сельскохозяйственных наук, доцент. Деканат расположен на улице Карла Маркса, 12.
Набор на обучение происходит как на базе 9, так и на базе 11 классов по среднему баллу аттестата.
Направления подготовки:
1. Агрономия
2. Зоотехния
3. Экономика и бухгалтерский учёт
4. Электротехнические системы в АПК
5. Эксплуатация и ремонт сельскохозяйственной техники и оборудования
6. Механизация сельского хозяйства

Факультет управления развитием сельских территорий
Декан — Лубкова Эльмира Миннулловна, кандидат экономических наук, доктор экономических наук, доцент. Деканат расположен на улице Марковцева, 5.
Кафедры:
1. Кафедра педагогических технологий
2. Кафедра аграрной политики и муниципального управления
3. Кафедра физической культуры и спорта

### Факультет ветеринарной медицины и зоотехнии
Декан — Рассолов Сергей Николаевич, доктор сельскохозяйственных наук, доцент. Деканат расположен в посёлке Новостройка.
Кафедры:
1. Кафедра зоотехнии
2. Кафедра ветеринарной медицины и биотехнологий

### Факультет технологического предпринимательства
Декан — Сартакова Оксана Алексеевна, кандидат экономических наук. Деканат расположен на улице Карла Маркса, 12
Кафедры:
1. Кафедра менеджмента и агробизнеса
2. Кафедра биотехнологий и производства продуктов питания
3. Кафедра агрономии и агроэкологии

### Инженерный факультет
Декан — Стенина Наталья Александровна, кандидат технических наук, доцент. Деканат расположен на улице Марковцева, 5.
Кафедры:
1. Кафедра агроинженерии
2. Кафедра ландшафтной архитектуры

Высшая аграрная школа (Аграрная магистратура)
Декан — Белашова Ольга Владимировна, кандидат технических наук. Деканат расположен на улице Марковцева, 5.
Направления:
1. Агрономия
2. Зоотехния
3. Бизнес-информатика
4. Реклама и связи с общественностью
5. Высокотехнологичные производства пищевых продуктов функционального и специализированного назначения

## См также
- Полецков, Владимир Никитович